# Fragments of D-Generation
Fragments of D-Generation è il secondo album in studio del gruppo musicale melodic death metal italiano Disarmonia Mundi, pubblicato nel 2004.

## Tracce
1. Common State of Inner Violence – 5:19
2. Morgue of Centuries – 4:18
3. Red Clouds – 5:20
4. Quicksand Symmetry – 4:37
5. Swallow the Flames – 3:48
6. Oceangrave – 4:05
7. A Mirror Behind – 5:35
8. Come Forth My Dreadful One – 4:14
9. Shattered Lives and Broken Dreams – 4:15
10. Colors of a New Era – 4:59

## Formazione
Gruppo
- Ettore Rigotti – voce, chitarre, tastiere, batteria
- Claudio Ravinale – voce
- Mirco Andreis – basso

Ospiti
- Björn "Speed" Strid – voce
- Benny Bianco Chinto – voce
- Federico Cagliero – chitarre